# Daniel Pisla
Daniel Pisla (ur. 14 czerwca 1986 w Mołdawskiej SRR) – mołdawski piłkarz, grający na pozycji pomocnika.

## Kariera piłkarska

### Kariera klubowa
Karierę zawodniczą zaczynał w Unisport-Auto Kiszyniów. We wrześniu 2005 został zaproszony do Dynama Kijów. Nie przebił się jednak do pierwszej jedenastki i występował w drużynie rezerwowej Dynama (5 meczów). Podczas przerwy zimowej sezonu 2005/06 przeszedł do rumuńskiego FC Vaslui. Potem powrócił do Mołdawii, gdzie bronił barw Iscra-Stali Rybnica. W 2007 ponownie wyjechał za granicę, tym razem do Azerbejdżanu, gdzie podpisał kontrakt z klubem Standard Baku, który potem zmienił nazwę na Standard Sumgait. Latem 2010 przeniósł się do Mughan Salyan.

### Kariera reprezentacyjna
W latach 2007–2008 występował w młodzieżowej reprezentacji Mołdawii.